# Renée Varsi
Renée Varsi (Cidade do México, 18 de novembro de 1975) é uma atriz mexicana.

## Filmografia

### Televisão
- Mentir para vivir (2013) ... Mayra
- La fuerza del destino (2011) ... Juliette Abascal de Rodriguez
- Camaleones (2010) .... Norma de Pintos
- Yo amo a Juan Querendón (2007)-(2008) .... Mónica Berrocal Toledo de Farell
- Siempre te amaré (2000) .... Antonia Castellanos Velasquez
- Cuento de Navidad (1999) .... Natalia
- El niño que vino del mar (1999) .... Constanza Fernandez Cadayana
- Sin ti (1997)-(1998) .... Abril
- Mi querida Isabel (1996)- (1997)  .... Adela Martínez Riquelme
- Marisol (1996) .... Vanessa Garcés del Valle
- Si Dios me quita la vida (1995) .... Lucía

### Cinema
| Filme             | Ano  |
| ----------------- | ---- |
| La hija de Daniel | 2002 |
| Dhampire          | 2001 |

## Prêmios e indicações
| Ano  | Categoria          | Telenovela       | Resultado |
| ---- | ------------------ | ---------------- | --------- |
| 2000 | Revelação feminina | Siempre te amaré | Venceu    |